# Brachypelma angustum
Brachypelma angustum is een spin, die behoort tot de vogelspinnen. De soort komt voor in wouden in Midden-Amerika. De spin is erg territoriaal ingesteld en zal snel bijten bij het indringen van hun territorium. De benaming rood is niet echt van toepassing, want het achterlijf is pikzwart met enkele lichtrode haartjes.
De spin groeit matig snel en wordt niet erg oud voor een Brachypelma-soort.